# Göppel
Göppel Bus GmBh var en tysk busskarossbyggare i Nobitz i Thüringen i Tyskland. Företaget hade två fabriker i Nobitz och byggde framför allt bussar på chassier från MAN och Neoplan.
Vagnmakarmästaren Markus Göppel grundade 1923 en karosserifabrik i Augsburg, som senare blev Markus Göppel GmbH & Co, Den började bygga busskarosser 1925. Göppel har varit mest känd för sina bussläp och för dubbelledade bussar med hög kapacitet. Göppel hävdade att företaget tillverkade världens längsta buss 2012 till Dresden, den 30,8 meter långa dubbelledbussen Göppel Autotram Extra Grand med plats för 256 passagerare.
Göppel tillverkade också vanliga stadsbussar och övertog 2006 Neoplans karosserifabrik i stadsdelen Ehrenhain i Nobitz. 
Våren 2013 räddades Göppel från konkurs genom att företaget togs över av det ryska holdingbolaget Kirovsky Zavod i Sankt Petersburg, men företaget gick i konkurs hösten 2014.

## Bildgalleri

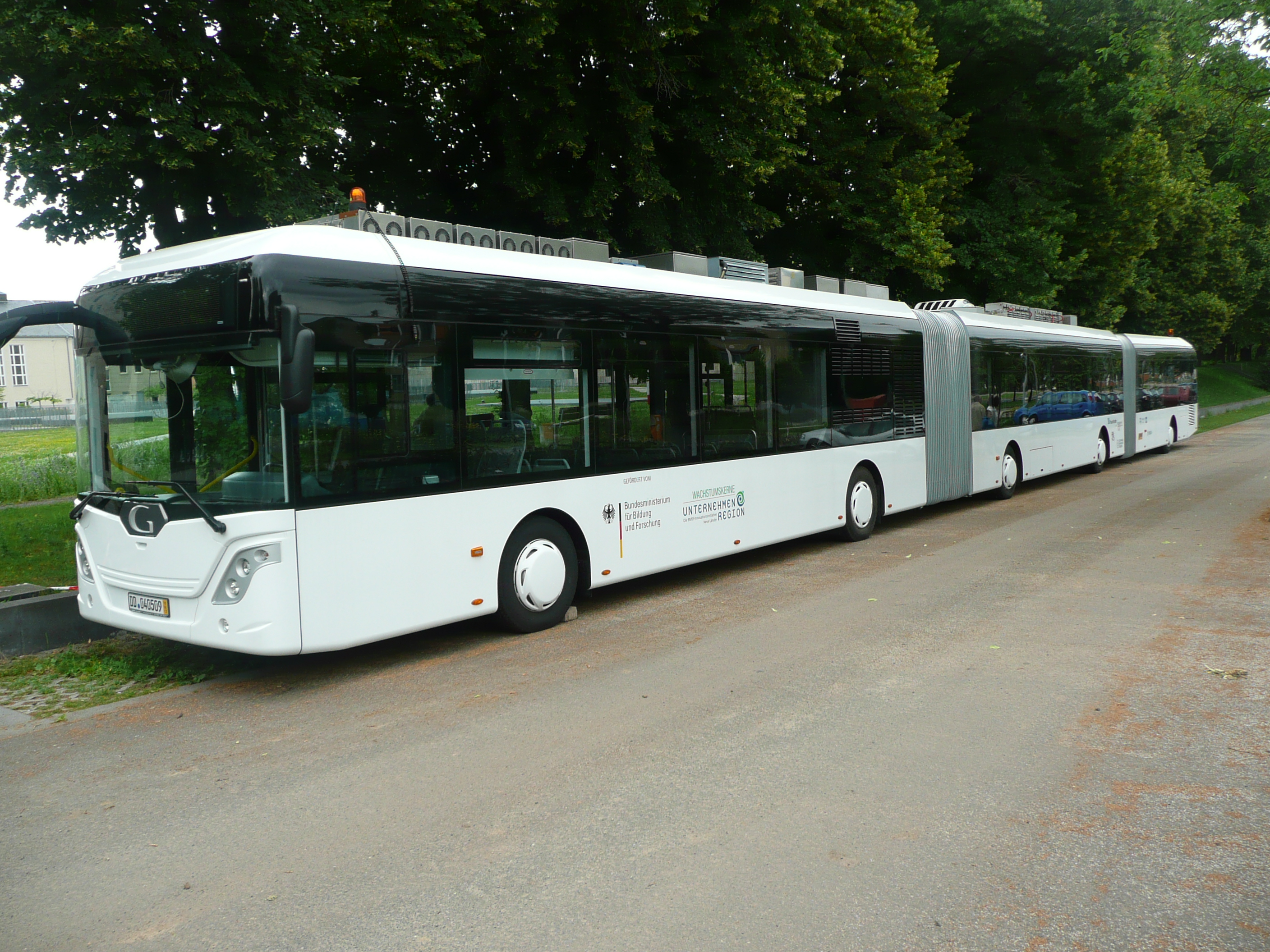
Dubbelledbussen AutoTram Extra Grand i Dresden
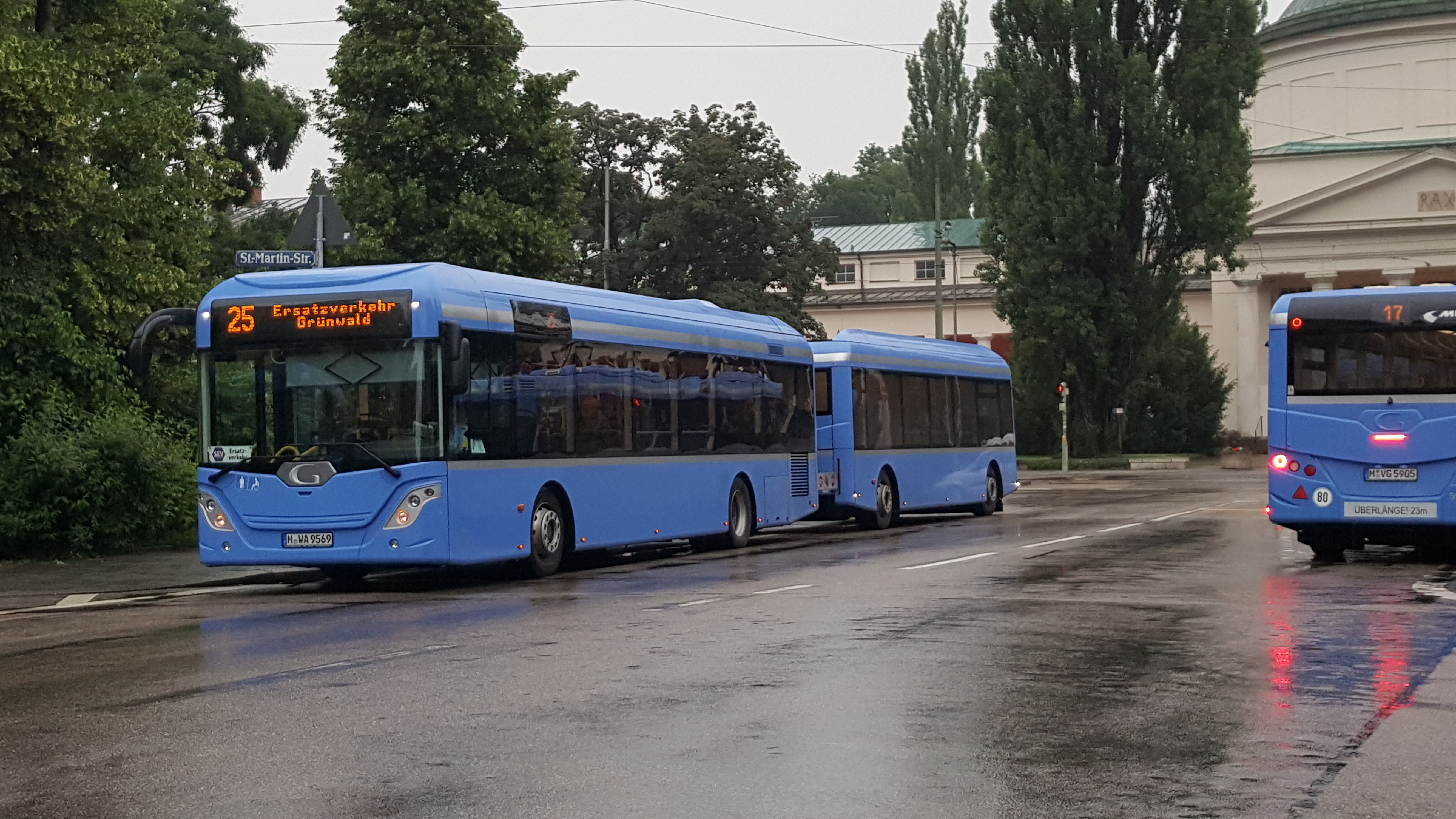
Göppel-busståg i München, 2015
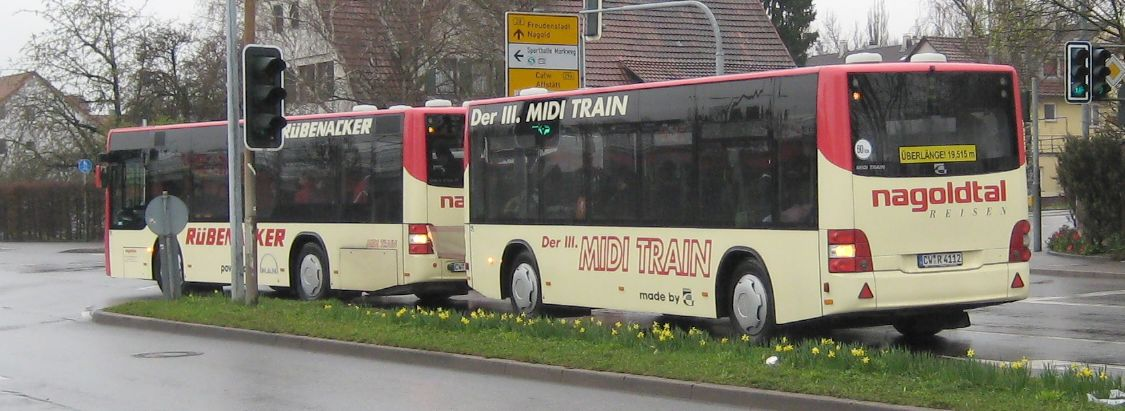
MAN Lion's City-buss med Göppel G10 Mk3 bussläp i Herrenberg i Baden-Württemberg
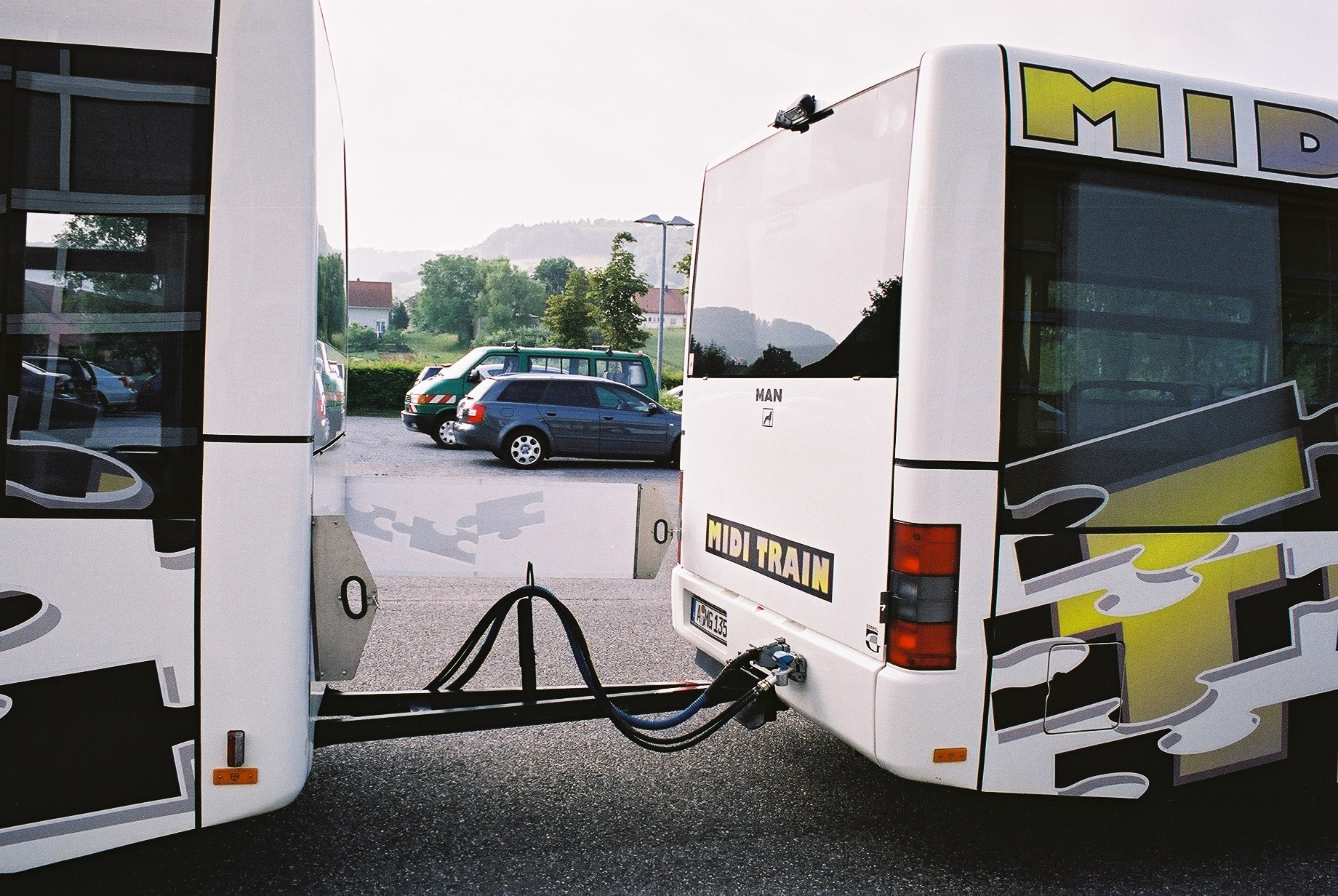
Släpvagnskoppling på busståg
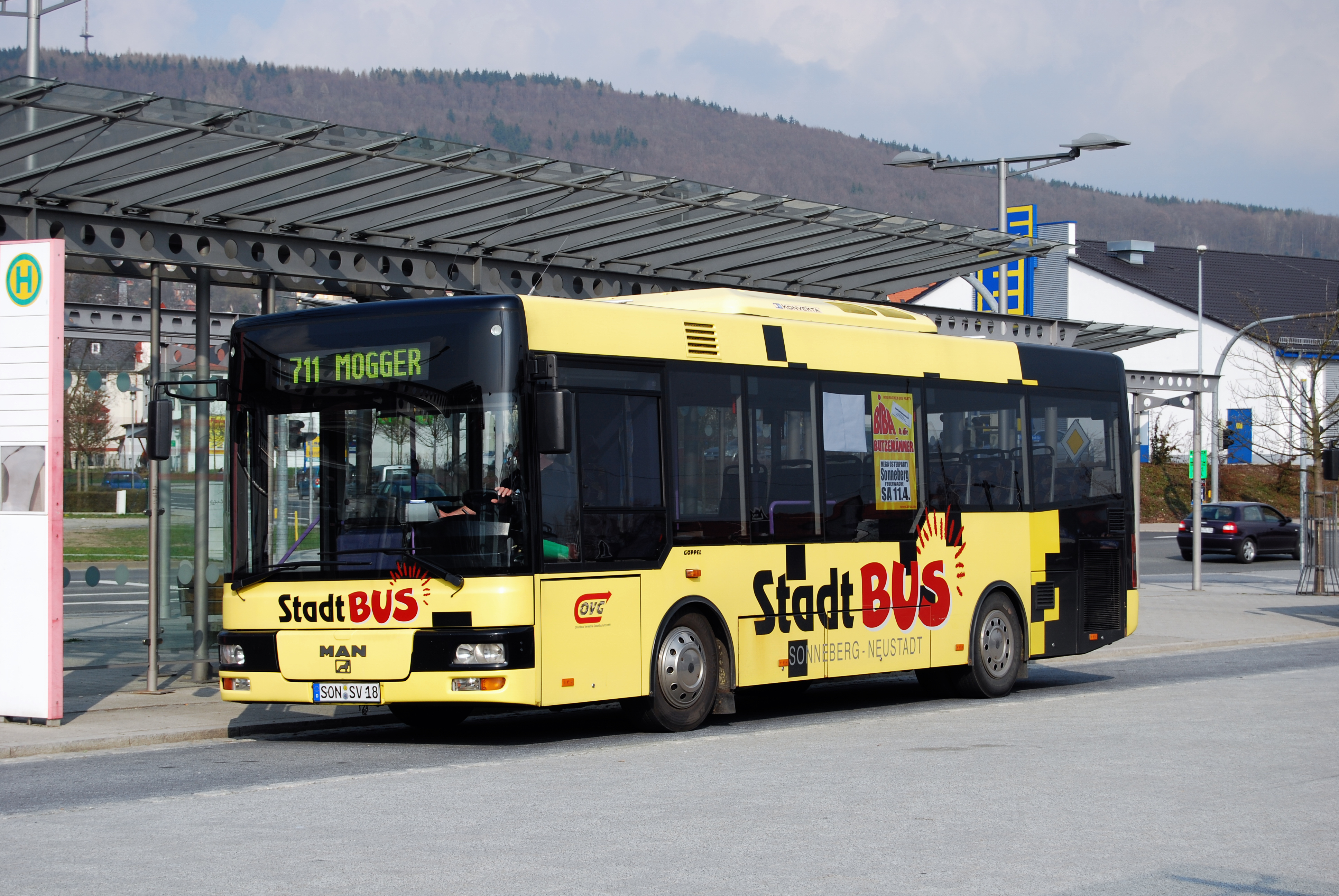
Göppel på MAN NM 223-chassi i stadstrafik i Sonneberg i Thüringen